# 鵜堂刃衛
鵜堂 刃衛（うどう じんえ）は、和月伸宏の漫画作品『るろうに剣心 -明治剣客浪漫譚-』に登場する架空の人物。作品序盤の「東京編」に登場する強敵のひとりで、主人公・緋村剣心（人斬り抜刀斎）と同じく幕末の動乱期で活動していた剣客。

## 人物

### プロフィール
- 身長：182cm
- 体重：78kg
- 生年月：1843年7月（PSPゲームの公式サイト[1]では1847年1月）
- 星座：蟹座
- 血液型：AB
- 流派：二階堂平法
- 出身地：不明

どの藩閥にも属さず、金で人斬りを請け負っていた浮浪（はぐれ）人斬り。主義思想ではなく、人を斬りたいという欲求のみで動く快楽殺人者。アニメ第一作での神谷薫からは「魔物」と評される危険人物であるが、ただの狂人ではなく独自の殺しの美学にもとづいて行動する知的な一面を覗かせている。明治時代の服装は、現実の明治にはないはずの黒い全身タイツの上に着流しとマフラー、黒い編み笠を纏い、白目と黒目が逆転した双眸と、「うふふ」「うふわははは」という独特の笑い方が特徴。左之助が薫に剣心が刃衛と戦うため帰らないこととどこかの河原に居ることを薫に伝えたときに、それを盗み聞きした際に「河原わらワラ」という言葉を発しているが、アニメでは第一作・第二作とも発していない（そもそも第一作では盗み聞きする描写はない）。ドラマCDでは「河原カワラか」という台詞になっている。一人称は「俺」。
幕末の京都では新選組隊士として活動していたが、人を斬りたい欲から不要な殺人も行い、自身を粛正しようとした仲間の隊士を返り討ちにして逃走。今度は維新志士側に鞍替えし、明治維新後も要人暗殺請負人「黒笠」（くろがさ）として人斬りを続けていた。任務では、まず標的のもとに斬奸状を送りつけてあえて厳重な警護をさせ、その中に単身で斬り込み任務を達成するとともに、自身の欲望を満たしていた（アニメ第一作では殺害した暗殺対象者の中に女性や子供も含まれていた）。アニメでは拉致した薫に新選組時代の話を聞かせるオリジナル展開がある。第一作では自分を粛正しようとした新撰組隊士たちとの戦いの回想。第二作では、抜刀斎時代の剣心に仲間の隊士たちを皆殺しにされたあとに伝令役としてひとり見逃され、剣心の強さへの恐怖心と高揚感に恍惚の笑みを浮かべていた。

### キャラクターモデル
人物像は岡田以蔵。外見は『X-メン』のガンビットがモチーフ。また、白の着流しに黒笠という服装は、園田光慶『新撰組流血録 壬生狼』（原作：久保田千太郎）の芹沢鴨からきている。
完全版2巻における、キャラクターをリファインする企画「剣心再筆」では心の一方を使えるのは右目のみに変更。黒タイツだった部分は、不気味な文字が細かく書かれているという設定。上半身をベルトで拘束してのハンデ戦を好んだり、鍔・柄・ハバキを省いた剥き身の刀を手に刺して斬る感触を直接楽しむなど、狂気性が強調されている。剣心皆伝の「剣心再筆」では新選組時代が描かれており、1番隊隊士で沖田総司の部下。すでに殺人狂の片鱗を見せ始めており、抜刀斎や河上彦斎らとの戦いを望んでいる。
なお、作者は「剣心再筆」における抜き身の刀を手に刺すという設定を気に入っており、実写映画版の打ち合わせで、これを使ってくれないかと提案したが、「痛々し過ぎる」と却下された。キネマ版や銀幕草紙変ではこの設定が反映されている。

## 来歴

### 剣心との対戦
標的である谷三十郎の抹殺のために屋敷を襲撃したところ、警察署長の浦村から谷の警護を依頼された剣心と相楽左之助に遭遇。左之助に刀を折られてなお左之助の腕に重傷を負わせ、怒り出した剣心に一撃をくらい逃走。そのときに剣心が「伝説の人斬り抜刀斎」と知った刃衛は、河原で剣心と会話をしていた神谷薫を拉致し、指定した場所で剣心との極限の死闘を楽しもうとする。
長年不殺（ころさず）をつらぬいてきた剣心と、人を斬り続けてきた刃衛とのあいだには歴然たる実力差があり、谷亭での初戦の時点では剣心に勝ち目はなかった。刃衛は「今のお前は、（自分が）煙草を吸う間に殺せる」と、そのまま斬ることをせず、薫に心の一方を掛けて呼吸困難に陥らせることで剣心を怒らせ、抜刀斎に覚醒させた。抜刀斎の迫力に気圧されながらも、新選組脱退以来の15年ぶりに切り札の心の一方影技・憑鬼の術を発動して闘うも、剣心の双龍閃によって右腕の筋を破壊され、剣客としては再起不能の状態に陥る。「薫を守るために自分は今一度人斬りに戻る」の台詞とともに止めを刺そうとする剣心を前に抜刀斎の凶刃を浴びられると狂喜するが、自力で心の一方を解いた薫の叫びで剣心は我に返り思いとどまる。結局刃衛は「まだ後始末が残っている」と、自身に人斬りを依頼した維新政府の黒幕を特定されぬよう、自らの体を貫き、「不殺を貫こうと人斬りは人斬り」と剣心をなじり、絶命。自分を殺した瞬間ですら「死」の感触を味わい愉悦に浸っていた。
この騒動はのちに「黒笠事件」と呼ばれ、その元締め・黒幕は、元老院議官書記渋海であった。渋海はその後剣心の暗殺を請け負い、斎藤一を雇って暗殺しようとするが（斎藤の真の目的もあって）失敗。そして斎藤の背後に当時の内務卿大久保利通が存在することを知ってその弱味を握り、次期内務卿の座に就くことを目論むが、直後に斎藤によって惨殺される。
作者の和月伸宏によると、連載を30回と予定していた当初、黒笠編を『るろうに剣心』の最終章とするつもりであり、刃衛は物語を締めくくる最後の敵となる予定であった。
アニメ第一作でも拉致された薫を助けるために一騎討ちを挑むというコンセプトは同じだが、剣心から話を聞いた弥彦・左之助の両名が薫の居場所を探し回るというものになっている（原作では剣心は誰にも話さず薫を救出に向かっている。アニメ第一作でも二人に薫の居場所までは告げずに立ち去る。ドラマCD版でも2人が薫を探し回る展開がある）。結末も原作とは異なっており、原作では薫から預かったリボンを返り血で汚してしまい剣心は怒られたうえに、事情を知らない左之助から薫との朝帰りをからかわれる。アニメ第一作では薫を助けた後、弥彦・左之助と合流し仲間たちに囲まれ、人斬りでは決して得られなかった安息に身を任せながら立ち去るというものになっている。

### 死後
『明日郎 前科アリ（異聞）』では、かつて刃衛と剣心が対決した東京郊外のとある森にある小さな社付近を明日郎が無限刃の隠し場所に選んでおり、「うふふ」と笑う刃衛らしき幽霊がそこに現れるとの噂が流れている。劇中では時折祠の近くに彼の霊らしきものが漂っており、祠付近で寝た阿爛は「幽霊を見た」と明日郎に語っている。

### キネマ版
武田観柳の集めた刺客のうちのひとりとして登場。キネマ版における剣心の最後の敵となる。「再筆剣心」での設定を一部採用しており、幕末で抜刀斎（剣心）に付けられた両掌の刺し傷に、刀身のみの刀を刺しこんで二刀流で戦う。
剣心との交戦時には両腕を折られる深手を負わされたにもかかわらず「腕の関節が増えた」と称し、嬉々として剣を振るう。終盤の決着では切り札の「最大上下同斬」を繰り出すが、奥義の「九頭龍閃」（ここのつがしらのりゅうのひらめき）に敗れ去る。

### 実写映画版
武田観柳に雇われた刺客として登場する。観柳の地上げの計画の一環として神谷道場の信用を落とすため、「神谷活心流の人斬り抜刀斎」として辻斬りを繰り返し、犯行の証拠として血染めの斬奸状をその場に置いていた。観柳邸から逃走した高荷恵を追って警察の駐在所を襲撃し、多数の警察官を殺害する。その後、偶然傍を通りかかった薫から戦いを挑まれるが一蹴。その際に薫を助けに入った剣心と邂逅する。以後、人斬り抜刀斎としての剣心との戦いを望み、観柳邸に剣心らがやってきた隙をついて神谷道場を襲撃して薫を拉致し、勝負を挑む。
実写映画版における刃衛の刀は剣心が鳥羽・伏見の戦いで放棄していったものとなっている。また、原作と違い煙草は吸っていない他、特徴的な「うふふ」という笑いを浮かべることもない（ただし、剣心との戦闘シーンでそれらしき笑い方をする場面もあった）。

## 技
彼が使用する二階堂平法は実在した流派であり、「心の一方」もまた実在した技術である。松山主水#二階堂平法と「心の一方」を参照。
背車刀（はいしゃとう）
刀を背中のほうで持ち替え、相手の意表を突く形で場所から攻撃する刺突技。剣心の「読み」の上を行き、肩に刺し傷を与える。
心の一方（しんのいっぽう）
眼から気を発し、相手の眼に叩き込み金縛り状態にする瞬間催眠術。発動時の術者と等しい剣気をもてば無効化できる。左之助のようにある程度の剣気をもつ者の場合は術の威力が若干弱まり、身体が重く感じる程度になる。強めにかければ薫のように肺が麻痺し、最終的に窒息死に至る。
影技・憑鬼の術（かげわざ・ひょうきのじゅつ）
刀の刀身を鏡代わりにして自分の眼を凝視し、「我、最強なり」と暗示を掛けることですべての潜在能力を解き放つ技。刃衛は、この技を使うのは新選組を抜ける時以来15年振りだと語っ斬ている。肉体にかなりの負荷が掛かるらしく、使用後は使用前より筋肉が萎縮してしまう。また顔つきや瞳の描き方も変化する。
PSPゲーム版では、潜在能力を引き出したあとに斬撃を見舞う攻撃技となっている。
最大上下同斬（さいだいじょうげどうざん）
「キネマ版」での技。両腕を背中にまで反らせて、その反動で挟み込むように斬り付ける。飛天御剣流の速さに対抗するために体の反りによる重さを加えた技。

## キャスト
声優
- 石塚運昇（ドラマCD版）
- 大塚明夫（テレビアニメ第1作）
- 杉田智和（テレビアニメ第2作）

俳優
- 吉川晃司（実写映画版）